# Blekgult lavfly
Blekgult lavfly, Bryophila domestica är en fjärilsart som beskrevs av Johann Siegfried Hufnagel 1766. Enligt Dyntaxa ingår blekgult lavfly i släktet Bryophila men enligt Catalogue of Life är tillhörigheten istället släktet Cryphia. Enligt båda källorna tillhör blekgult lavfly familjen nattflyn, Noctuidae. Enligt den svenska rödlistan är arten nära hotad, NT, i Sverige. Artens livsmiljö är äldre jordbrukslandskap 
och i viss mån fortfarande stadsmiljö. Fyra underarter finns listade i Catalogue of Life, Cryphia domestica abruzzensis Dannehl, 1929, Cryphia domestica aetnaea Schwingenschuss, 1942, Cryphia domestica corsivola Schawerda, 1928 och Cryphia domestica pyrenaea Oberthür, 1884.

## Bildgalleri

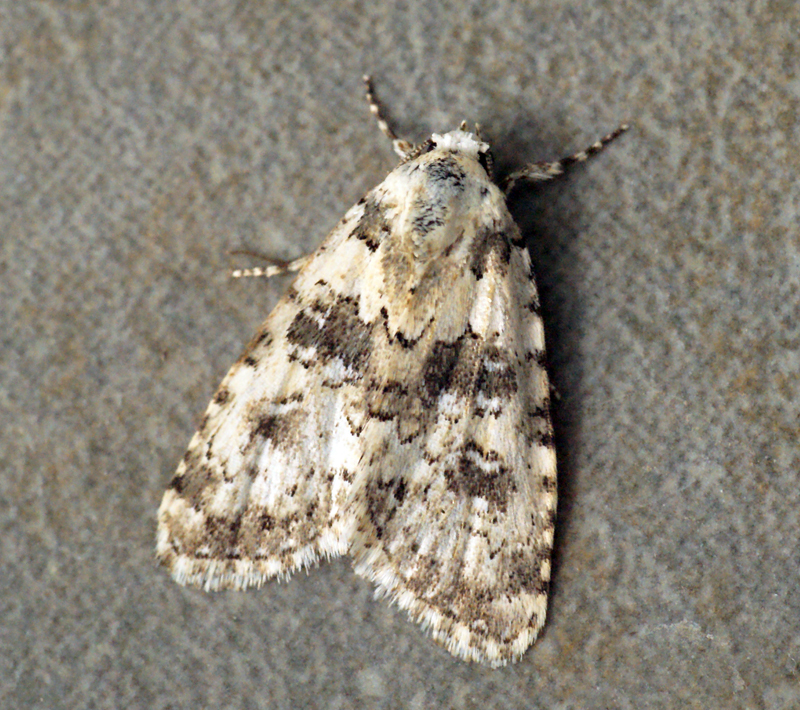
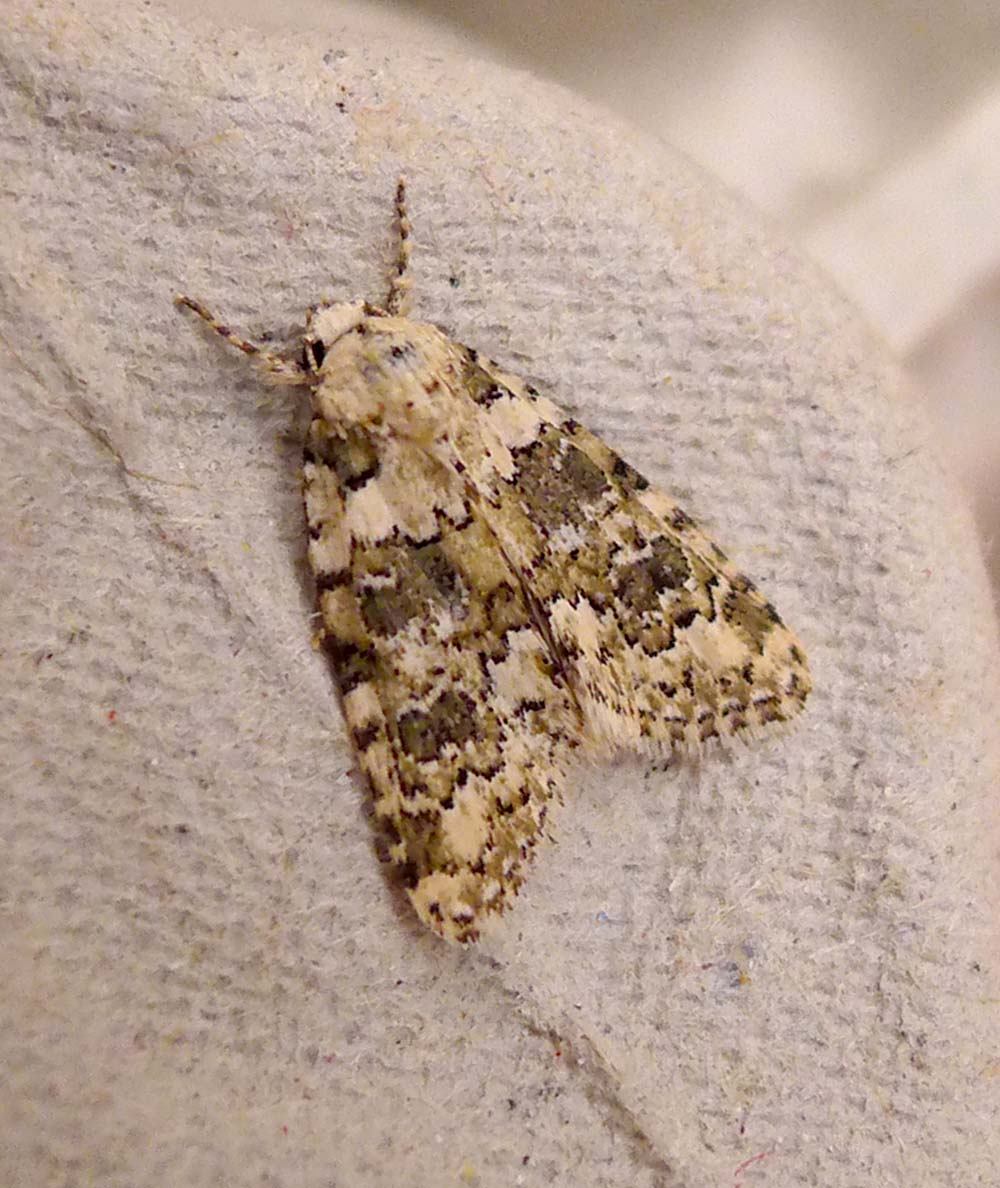
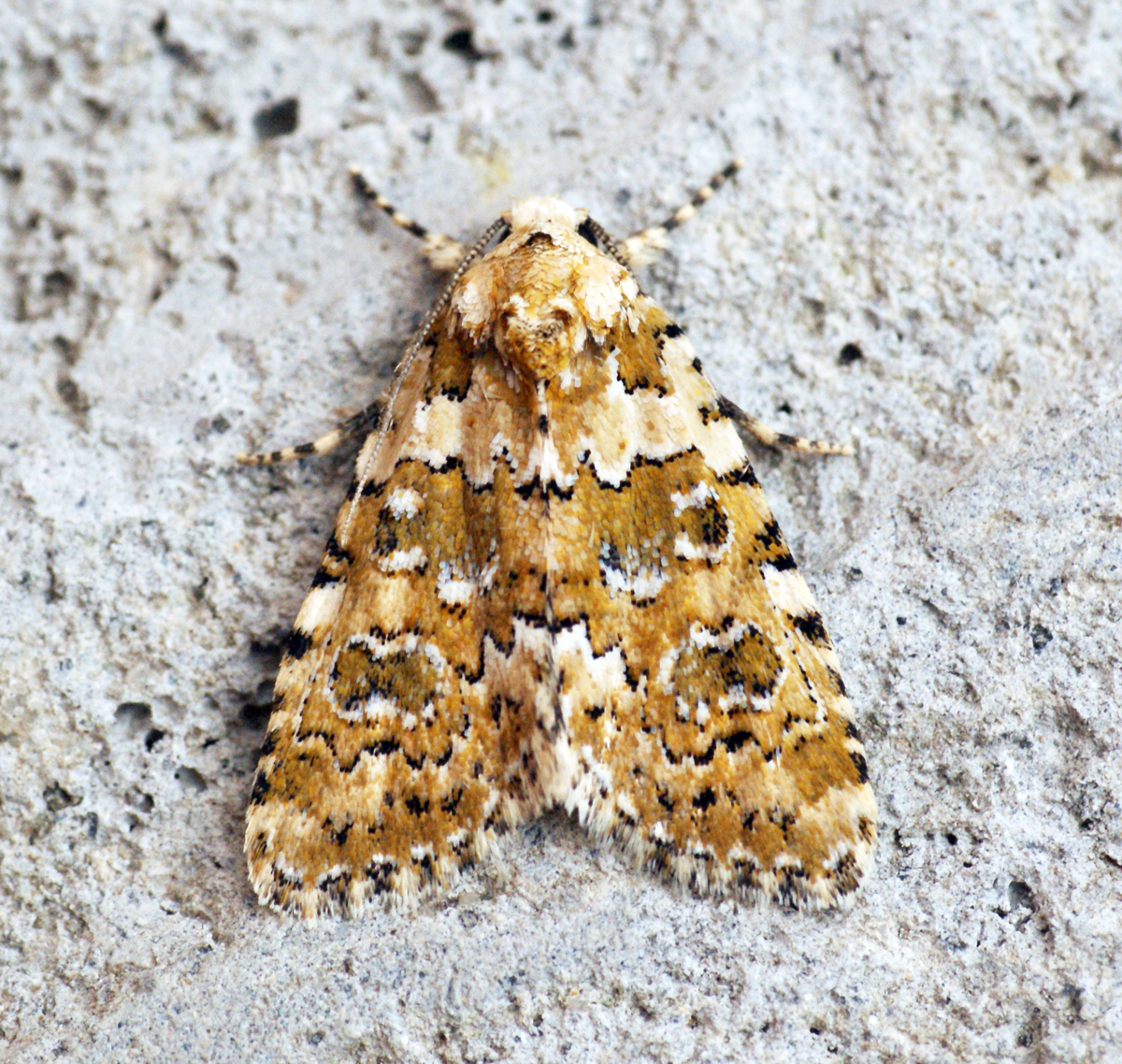
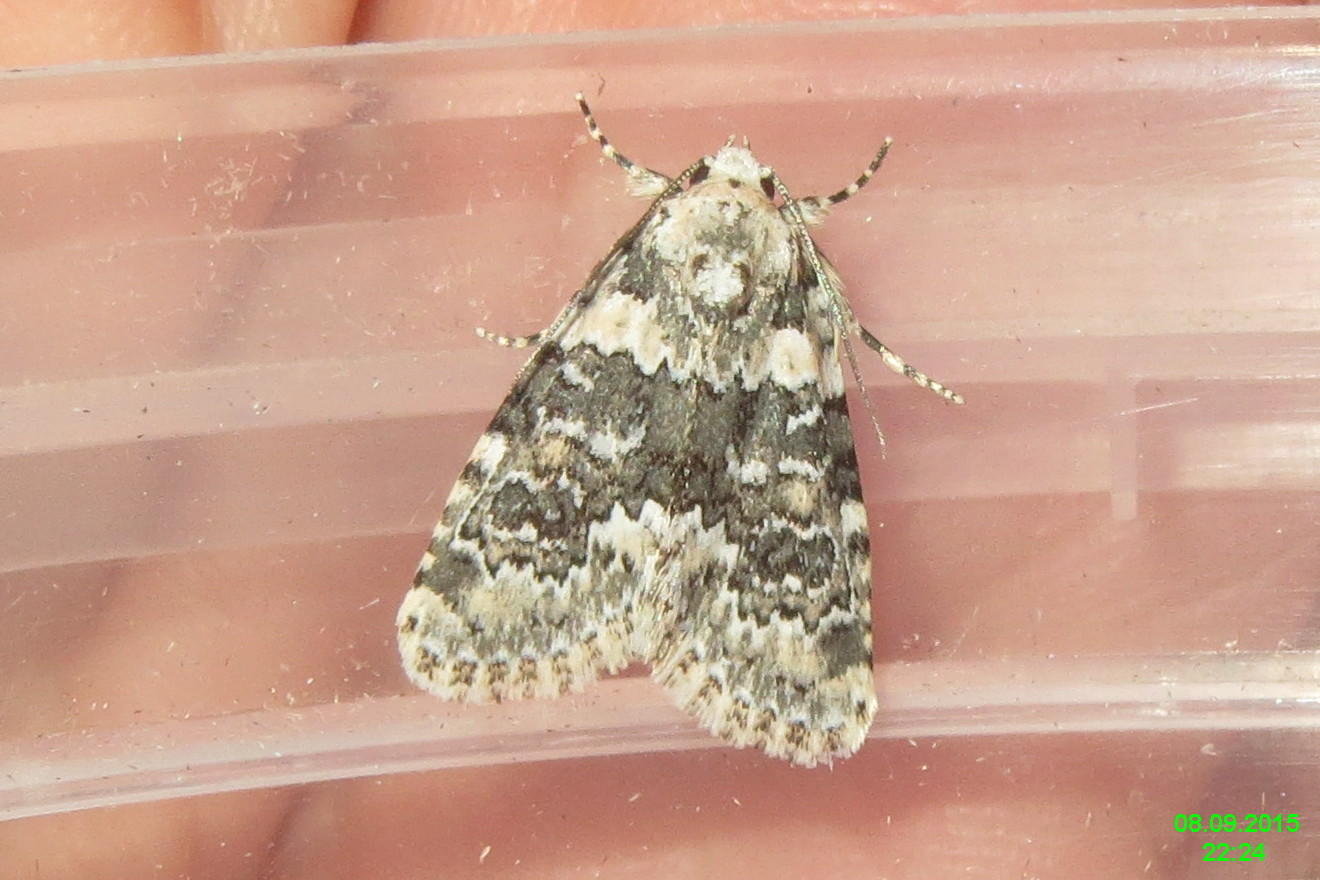
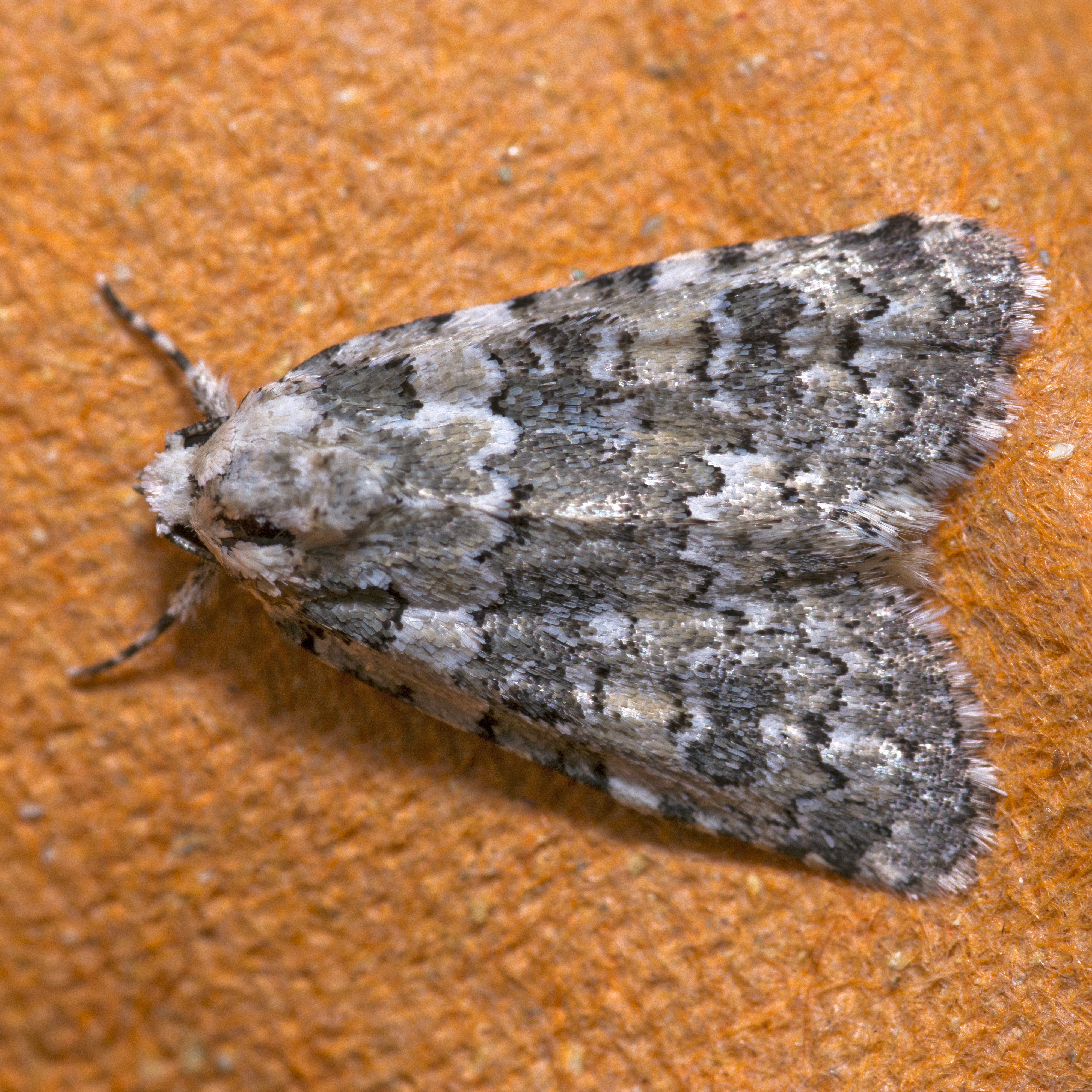

Olika färgformer av arten